# Unai Vencedor
Unai Vencedor, né le 15 novembre 2000 à Bilbao en Espagne, est un footballeur espagnol qui évolue au poste de milieu de terrain à l'Athletic Club.

## Biographie

### Carrière en club
Né à Bilbao dans le Pays basque, Vencedor rejoint l'académie de l'Athletic Bilbao en 2017, en provenance du Santutxu FC, club amateur de la capitale basque.
En juin 2018 il est intégré à l'équipe réserve du club basque, et fait ses débuts avec l'équipe le 29 septembre, titularisé pour un match de Segunda División B contre l'équipe reserve du Real Oviedo.
Vencedor fait ses débuts en équipe première le 16 février 2020, titularisé lors d'une défaite 1-0 à domicile en Liga contre le CA Osasuna.
Ne connaissant pas d'autres apparitions en championnat lors de cette saison à l'arrêt précoce, il est un temps évoqué partant en prêt, mais reste finalement au club, s'installant dans l'effectif à partir de novembre 2020 et une victoire contre le Real Betis où il est titularisé au centre de son équipe.
Il joue ainsi un rôle central dans le parcours de l'Athletic en Supercoupe d'Espagne, remportant le titre après avoir défait le Real Madrid puis le FC Barcelone. En février 2021, Vencedor signe un nouveau contrat avec le club jusqu'en 2025, incluant une clause libératoire de 40 millions d'euros.

### Carrière en sélection
Vencedor est international espagnol en équipe de jeunes, ayant évolué avec les moins de 19 ans entre 2018 et 2019.

## Statistiques
| Saison                | Club                  | Championnat           | Championnat | Championnat | Coupe(s) nationale(s) | Coupe(s) nationale(s) | Supercoupe | Supercoupe | Total | Total |
| Saison                | Club                  | Division              | M.          | B.          | M.                    | B.                    | M.         | B.         | M.    | B.    |
| 2019-2020             | Athletic Bilbao       | LaLiga                | 1           | 0           | 1                     | 0                     | -          | -          | 2     | 0     |
| 2021-2022             | Athletic Bilbao       | LaLiga                | 28          | 0           | 4                     | 0                     | 2          | 0          | 34    | 0     |
| 2021-2022             | Athletic Bilbao       | LaLiga                | 34          | 0           | 1                     | 0                     | -          | -          | 35    | 0     |
| 2022-2023             | Athletic Bilbao       | LaLiga                | 10          | 0           | 1                     | 0                     | -          | -          | 11    | 0     |
| Sous-total            | Sous-total            | Sous-total            | 73          | 0           | 7                     | 0                     | 2          | 0          | 82    | 0     |
| Total sur la carrière | Total sur la carrière | Total sur la carrière | 73          | 0           | 7                     | 0                     | 2          | 0          | 82    | 0     |

## Palmarès
| Athletic Club - Coupe d'Espagne - Finaliste en 2019-2020 - Supercoupe d'Espagne - Vainqueur en 2020-2021 |